# ناحية كنسبا
ناحية كنسبا إحدى نواحي سوريا تتبع إداريّاً لمحافظة اللاذقية منطقة الحفة ومركزها بلدة كنسبا، بلغ تعداد سكان الناحية 17,615 نسمة حسب التعداد السكاني لعام 2004.

## بلدات وقرى ناحية كنسبا
عكو، آره، عرافيت، أرض الوطى، باشورة، بيت الشكوحي، بمشرفة، بروما، ديرونة الأكراد، دويركة، عيدو، عين العشرة، عين الحور، عين القنطرة، غنيمية، حدادة، الحمرات، حكرو، كباني، كدين، كفرتة، كنسبا، كارورة، كورت، مجدل كيخيا، مرج الزاوية، مزين، عوينات، شلف، تلا، طعوما، وادي باصور، وادي الشيخان، خان تحتاني، كفرية.